# José de la Cerda y Alvear
José de la Cerda y Alvear (Madrid, 26 de juny de 1853 - ?) fou un aristòcrata i polític espanyol, comte de Villar i diputat a les Corts Espanyoles durant la restauració borbònica.
Fill del noble i militar Agustín Antonio de la Cerda, heretà el títol a la mort del seu pare el 1872. El 1877 es casà amb Rosalía María Drake de la Cerda, amb la que va tenir dues filles que no li van sobreviure. Fou elegit diputat del Partit Conservador pel districte de la Bisbal d'Empordà a les eleccions generals espanyoles de 1896.